# 出合大戸バイパス
| 国道193号標識 | 国道195号標識 |

出合大戸バイパス（であいおおとバイパス）は、徳島県那賀郡那賀町に建設中の国道193号および国道195号のバイパスである。第一期区間と第二区間があり、第一期区間は国道195号単独区間で第二期工区は国道193号と国道195号の重複区間である。

## 概要

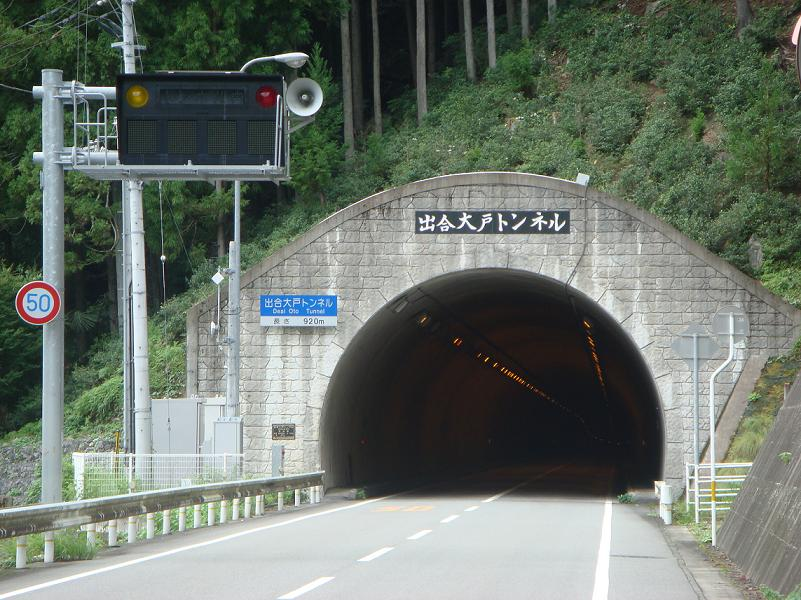
出合大戸トンネル

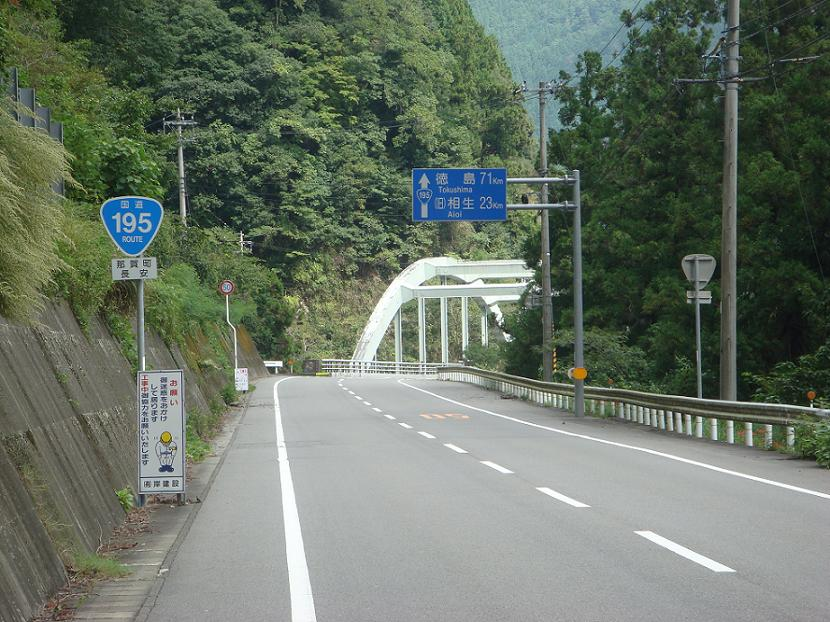
一期工区

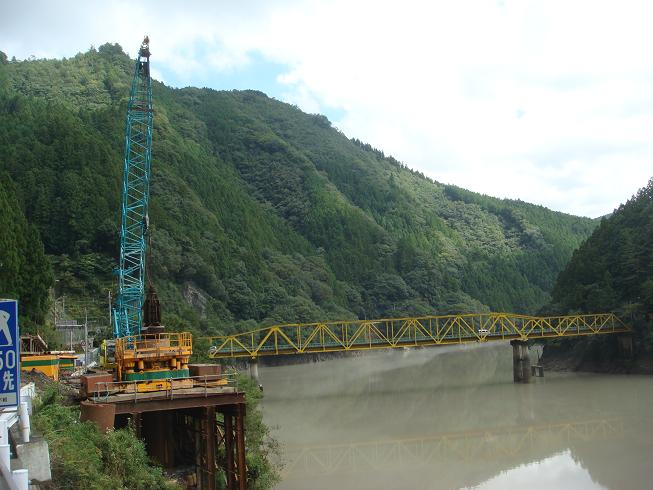
二期工区

### 第一期工区
従来の国道195号は那賀町大戸地区の長安口ダム貯水池に沿ってU字型に折れ曲がった道路で、幅員は狭隘で区間中に存在するトンネル（大戸第一、第二、第三）は素掘りでコンクリート吹き付けをしただけという状態であった。第一期工区工事では出合大戸トンネル始めとした山側を直線的に貫くバイパス道路の建設で、旧道区間距離4400mが2200mに短縮されるとともに危険な区間を回避する。
- 起点:那賀町日真字出合-大戸
- 延長:2.2km
- 構造規格:第3種
- 道路幅員：
- 車線幅：
- 車線数：完成2車線
- 設計速度:
- 最高速度:

### 第二期工区
起点高松市側から進んできた国道193号は出合橋で那賀川を渡り（出合橋より国道195号との重複区間）、海陽町方面に進んでいたが、橋を渡った先にある出合トンネル（L=110m）内部は狭隘で自動車の離合が出来ないものであった。このためトンネルの両坑口に信号機が設置され、片側交互通行が行われていた。第二期工区では従来の出合橋と出合トンネルの北側に新しい橋（出合ゆず大橋）を建設して2車線を確保し、安全かつ円滑な交通を実現した。2017年3月に開通。
- 所在:那賀町日真字出合-平谷
- 延長:0.9km
- 構造規格:第3種
- 道路幅員：
- 車線幅：
- 車線数：完成2車線
- 設計速度:60km
- 最高速度:

## 沿革
- 1994年 - 事業化
- 1995年 - 用地取得、工事着手
- 2002年 - 出合大戸トンネル完成
- 2003年 - 出合大戸トンネルを含む第一期区間が開通
- 2011年 - 出合ゆず大橋工事着手
- 2017年 - 3月19日に出合ゆず大橋を含む第二期工区区間が開通

## 構造物
- 出合大戸トンネル（L=920m、W=8.5m)
- 徳ヶ谷橋（L=93m、W=8.0m)
- 出合ゆず大橋（L=180m、W=8.0m)

## 参考資料
- 徳島県事業概要